# Pasewalk
Pasewalk – miasto w kraju związkowym Meklemburgia-Pomorze Przednie w Niemczech, w powiecie Vorpommern-Greifswald, siedziba Związku Gmin Uecker-Randow-Tal. Do 3 września 2011 siedziba powiatu Uecker-Randow. Wcześniej, za czasów NRD, miasto znajdowało się w granicach okręgu Neubrandenburg.
Powierzchnia miasta wynosi ok. 54,99 km², zamieszkuje je ok. 12 tys. mieszkańców, natomiast gęstość zaludnienia wynosi 218,22 osoby/km². Kod samochodowy dla miasta i całego byłego powiatu Uecker-Randow to UER.

Pasewalk jest położony nad rzeką Wkrą na południe od Puszczy Wkrzańskiej i oddalony jest o ok. 30 km od granicy z Polską w Lubieszynie. Miasto stanowi węzeł kolejowy na trasie Stralsund-Berlin i Hamburg-Szczecin, ze stacją Pasewalk.

## Gospodarka
W mieście rozwinął się przemysł maszynowy, mięsny, młynarski, paszowy oraz materiałów budowlanych.

## Transport

### Drogowy
Przez centrum miasta przebiega droga krajowa B104 łącząca B75 w Lubece z miejscowością Linken na granicy polsko-niemieckiej (w Polsce droga łączy się z drogą krajową nr 10). Na zachodzie miasta biegnie droga krajowa B109 relacji Berlin, Prenzlauer Berg (B96) - Greifswald (A20). Na południe od Pasewalk przebiega autostrada A20 prowadząca od B206 w Bad Segeberg-Ost do A11 i B166 w gminie Gramzow. W  ciągu autostrady Pasewalk posiada dwa węzły drogowe: Pasewalk-Nord oraz Pasewalk-Süd.

## Toponimia
Nazwa miasta pojawia się po raz pierwszy w spisanych około 1150 roku annałach klasztoru Pegau jako Posduwlc, id est urbs Wolfi („Posduwlc, czyli miasto wilka”). Wywodzi się z języka połabskiego, jednak jej pierwotne znaczenie nie jest jasne: słowo volk może oznaczać zarówno wilka, jak i „miejsce, w którym coś jest przeciągane nad wodą”. W dokumentach średniowiecznych zapisywana była w formie Pozdewolc lub Pozdewolk (1168, 1177, 1178), Posduwolc (1195), Pozdeuuolc (1216), Pozowalc (1239) i Pozewalk (1288, 1319). Po 1280 roku pierwotne o- zaczyna stopniowo przechodzić w a- (Pazewalck, Pasewalck).
W języku polskim słowiańska nazwa miasta rekonstruowana jest jako Pozdawilk.

## Historia

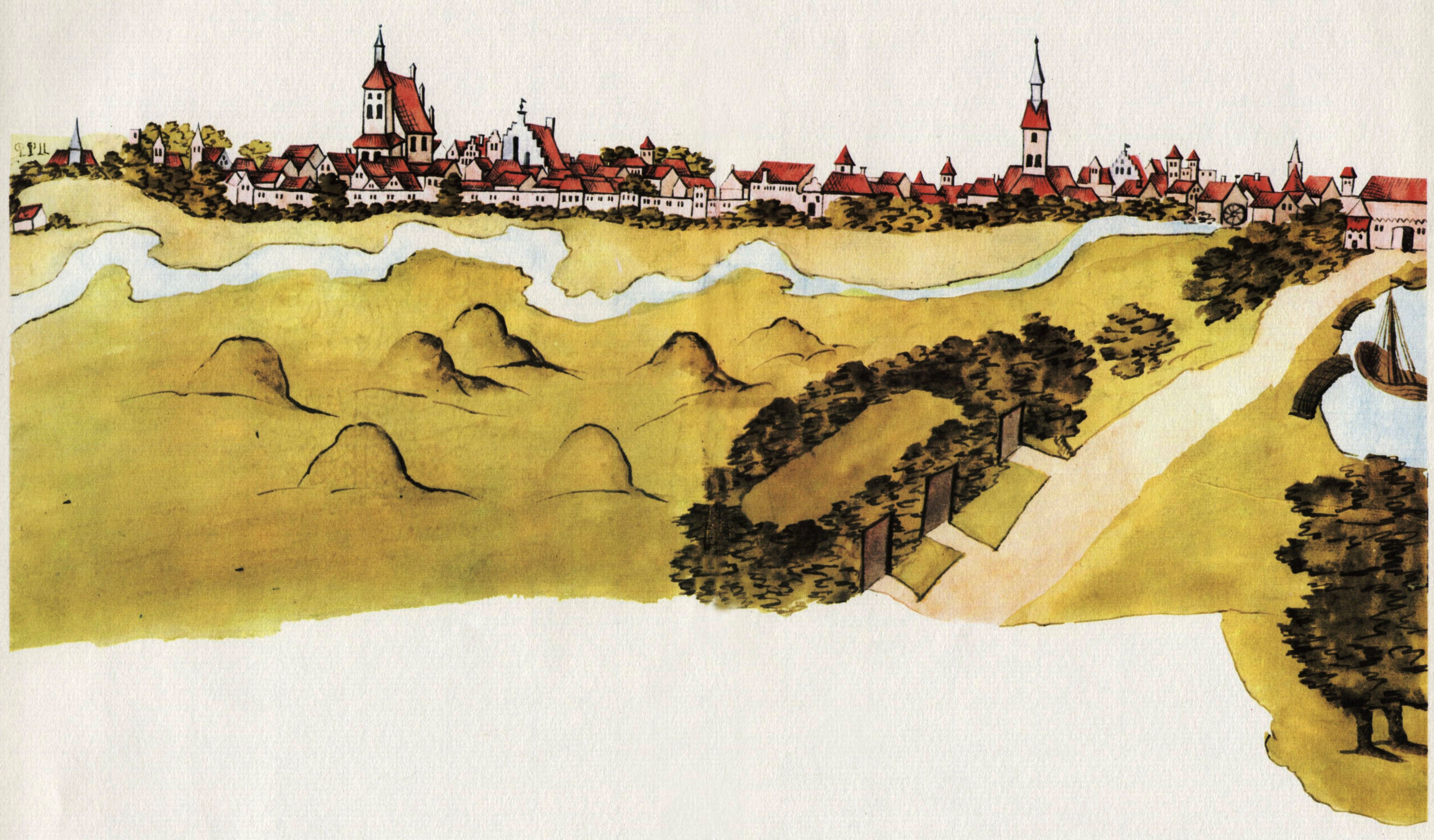
Pasewalk ca. 1615

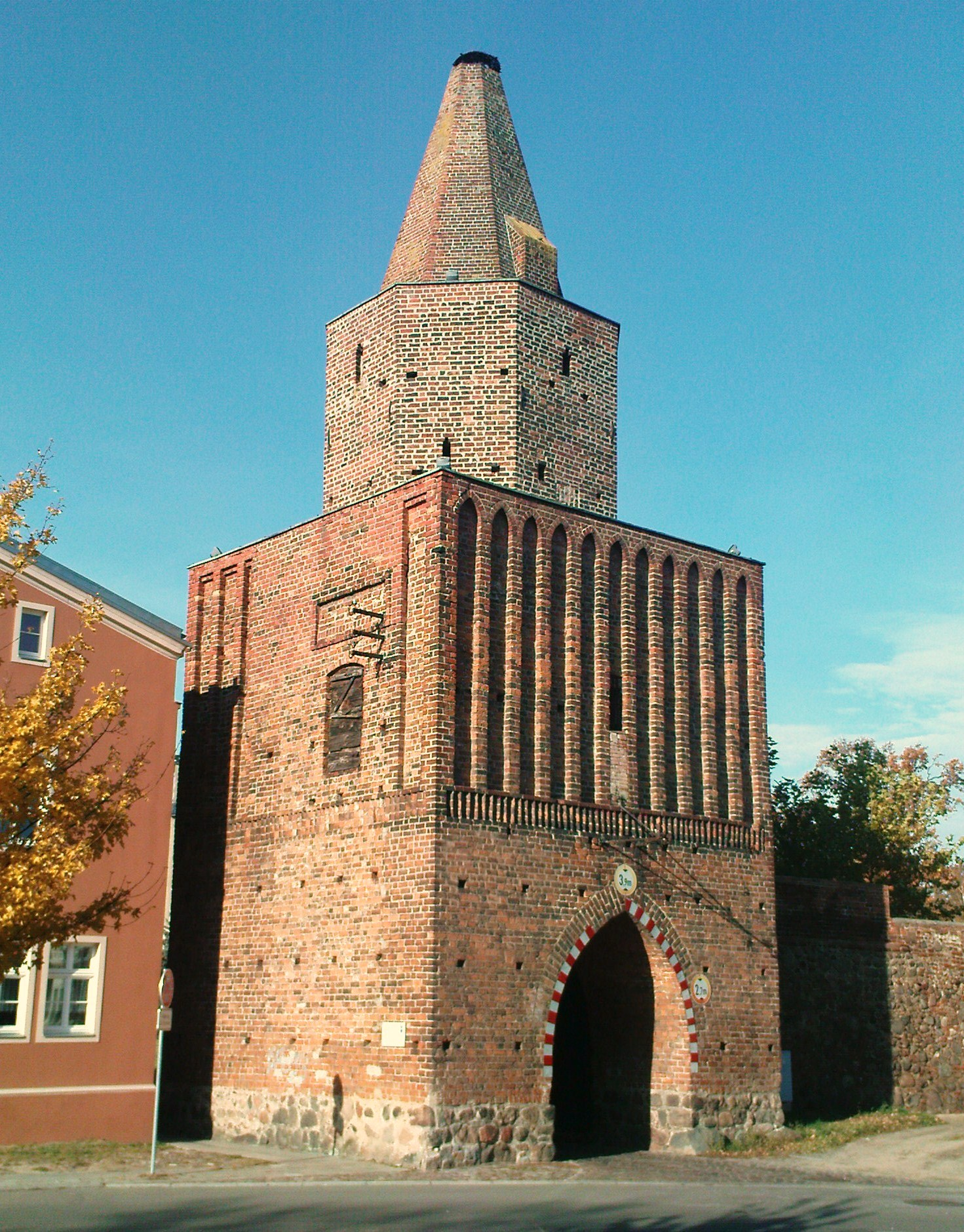
Mühlentor (Brama Młyńska)

### Od początków osady do wojny trzydziestoletniej
Legenda głosi, że osadę założyli w VII–VIII wieku dwaj bracia – piraci, którzy znaleźli schronienie w trudno dostępnym miejscu przecięcia Wkry ze starym szlakiem handlowym. Autor annałów klasztoru Pegau, opisując historię rodziny Wiprechta Starszego, donosi o istnieniu grodu Posduwlc w kraju pomorskim (dokument datowany na 1029 rok). Miejsca położenia grodu do dzisiaj nie udało się ustalić. Obok niego istniała osada słowiańska, wtedy już znacząca i zamożna, w której – jak donosi Wiprecht – można było zdobyć „niesłychanie bodatą zdobycz” (praedam incredibilem). Źródła pisane po raz pierwszy nazywają Pasewalk miastem (civitas) w 1276. Pewne jest jednak, że uzyskał on prawa miejskie już wcześniej, przypuszczalnie na początku lat pięćdziesiątych XIII wieku.
Pasewalk od początku swego istnienia należał do Pomorza, jednak z uwagi na pograniczne położenie stanowił przedmiot sporów terytorialnych toczonych przez książąt pomorskich z margrabiami brandenburskimi. Nieraz też zmieniała się jego przynależność terytorialna. W 1214 margrabia brandenburski Albrecht II zdobył gród w Pasewalku, już jednak w tym samym roku Waldemar II odbił zajęte margrabiego grody (castra) Szczecin i Pasewalk. W 1250 – na mocy układu z Landin – Barnim I oddał Pasewalk pod panowanie brandenburskie. W 1354 miasto wróciło już na stałe w skład Pomorza. Do wzrostu jego znaczenia przyczyniło się położenie na szlaku handlowym z Magdeburga do Szczecina oraz nad rzeką Wkrą, którą w średniowieczu spławiano towary z Prenzlau do Zalewu Szczecińskiego. W 1272 sprowadzony został do Pasewalku zakon Dominikanów. 
W lutym 1367 miało miejsce zdarzenie, które zahamowało na wiele lat rozwój Pasewalku: zabity został przez mieszczan i publicznie spalony miejscowy ksiądz Zabel Schünemann, oskarżany przez radę miejską o malwersacje. W odpowiedzi papież obłożył miasto ekskomuniką. W 1373 ekskomunika została cofnięta, w zamian za co miasto zobowiązane zostało do ponoszenia ciężarów w naturze i pieniądzu na rzecz Stolicy Apostolskiej. Od obowiązku tego zwolniło się dopiero w 1532, wraz z przejściem na protestantyzm.
W czasie wojny trzydziestoletniej, we wrześniu 1630, miasto zostało spustoszone i prawie całkowicie zniszczone przez wojska cesarskie. Na mocy pokoju westfalskiego włączone zostało w skład Pomorza Szwedzkiego.

### XIX wiek
10 listopada 1862 na stację kolejową w Pasewalku wjechał pierwszy pociąg. W 1863 Pasewalk uzyskał stałe połączenia kolejowe z Anklam i Szczecinem.

### XX wiek
Miasto bronione w 1945, uległo znacznym zniszczeniom.

## Zabytki[9]
Miasto do dziś zachowało duże fragmenty murów (2,5 kilometra), dwie bramy miejskie oraz dwie wieże. Pierwsza brama, Mühlentor, powstała na przełomie XIV i XV wieku i wciąż pełni swoją funkcję. W drugiej, Prenzlauer Tor, znajduje się obecnie informacja miejska oraz niewielkie muzeum. Dwie wieże to Pulverturm (Wieża Prochowa) oraz Kiek in de Mark (Patrz w Marchię - od konieczności zachowywania czujności przed możliwymi najazdami brandenburskimi).
Za najciekawszy zabytek sakralny uważany jest St. Marien Kirche - trzynawowa świątynia gotycka pochodząca z XIV wieku. W mieście znajduje się także kościół pod wezwaniem św. Mikołaja, który najprawdopodobniej powstał w XII wieku. W kolejnych wiekach był wielokrotnie przebudowywany. Najmłodszą pasewalską świątynią jest kościół pw. św. Ottona z Bambergu. Zbudowany w 1885 roku, jest reprezentantem popularnego w końcu XIX w. neogotyku.

## Herb
Herbem miasta są 3 głowy Gryfów na granatowym tle, symbolizujące czasy panowania książąt pomorskich z dynastii Gryfitów: Bogusława V, Barnima V i Warcisława V. 

## Współpraca
Miejscowości partnerskie:
- Halen, Belgia
- Norden, Dolna Saksonia
- Police, Polska

## Znane osoby związane z miastem
- Petrus Edeling (ur. 1522 w Pasewalku, zm. 16 stycznia 1602 w Kołobrzegu) – teolog luterański, superintendent biskupstwa kamieńskiego.
- Erich Hamann (ur. 27 listopada 1944 w Pasewalku) – piłkarz, w latach 1969-1974 grający na pozycji lewego pomocnika w reprezentacji NRD w piłce nożnej.
- Adolf Hitler - przebywał w 1918 r. przez około sześć miesięcy w wojskowym szpitalu w Pasewalku po czasowym oślepieniu gazem.
- Paul Holz - rysownik niemiecki, urodzony w 1883 w Riesenbrück koło Pasewalku.
- Georg von Kameke - (ur. 30 czerwca 1817 w Pasewalku, zm. 12 października 1893 w Berlinie) – pruski generał piechoty.
- Rainer Knaak (ur. 16 marca 1953 w Pasewalku) – niemiecki szachista, arcymistrz od 1975 roku.
- Oskar Picht (ur. 27 maja 1871 w Pasewalku, zm. 15 sierpnia 1945 w Poczdamie) – wynalazca maszyny do pisania alfabetem Braille’a.